# 昌隆镇
昌隆镇，是中华人民共和国辽宁省朝阳市建平县下辖的一个乡镇级行政单位。

## 行政区划
昌隆镇下辖以下地区：
昌隆村、三道沟村、章京营子村、新发村、牌甸村、东井村、宝德泉村、昌隆永村和双山子村。